# Давид Назар
Давид Назар (англ. David E. Nazar SJ; нар. 11 листопада 1952, Торонто, Канада)  — священник-єзуїт, доктор богослов'я і філософії, канадець українського походження; з 25 серпня 2015 року — ректор Папського Східного Інституту в Римі.

## Життєпис
Народився в Канаді в сім'ї українських емігрантів. 2 вересня 1973 року вступив до Ордену Єзуїтів. Здобував філософську та богословську освіту в кількох університетах США і Канади, яку завершив у 1989 році отримавши вчені ступені доктора богослов'я і філософії в католицькому Папському Університеті святого Павла в Оттаві.
3 червня 1983 року отримав священиче рукоположення в українсько-візантійському обряді з рук Торонтського єпископа Ісидора Борецького. Того ж року Генеральний настоятель єзуїтів дав отцю Давиду дозвіл на біритуалізм, тобто служіння у двох обрядах — латинському і візантійському.
Виконував різні завдання, покладені на нього настоятелями: працював із людьми з вадами слуху, був в'язничним капеланом та місіонером серед корінного населення Канади. В 1996—2002 роках — провінційний настоятель англомовної провінції Канади. У 2003 році Генерал єзуїтів о. Петер Ганс Кольвенбах призначив о. Назара на служіння в Україні, де він очолював відділення Товариства Ісусового та Єзуїтську службу біженців у Львові.
25 серпня 2015 року о. Давид Назар призначений ректором Папського Східного Інституту в Римі. Він змінив на цій посаді о. Саміра Халіл Саміра, ТІ.
Володіє англійською, французькою, українською та італійською мовами, а також жестовою мовою та мовою індіанського народу оджибве.
В різних релігійних іншомовних виданнях неодноразово висловлювався про роль і місію Церкви в країнах і регіонах військових конфліктів, зокрема в Україні і Близькому Сході.